# Алисон Ханиган
Алисон Ли Ханиган (енгл. Alyson Lee Hannigan; Вашингтон, 24. март 1974) је америчка глумица.
Најпознатија је по улогама у ТВ серијама Бафи, убица вампира и Како сам упознао вашу мајку (улога Лили Олдрин). Удата је за глумца Алексиса Денисофа.

## Биографија
Ханиганова је рођена у Вашингтону. Своју глумачку каријеру је започела у Атланти када је имала четири године. Тада је наступала на рекламама за компаније као што су Макдоналдс, Орео и друге. Родитељи су јој се развели кад је имала две године.
У Лос Анђелес се преселила са 11 година. Завршила је средњу школу Норт Холивуд 1992. У школи је свирала кларинет.
Њена прва велика улога била је у телевизијској серији Моја маћеха је ванземаљац, 1988. године. Постала је позната по улози Вилоу Розенберг у серији Бафи, убица вампира. Године 1999. је глумила у филму Америчка пита и њеним наставцима. Глумила је и у серији Веселе седамдесете, 2004. Добила је улогу Лили у серији Како сам упознао вашу мајку 2005. године.

## Приватни живот
Удала се зе глумца Алексиса Денисофа 2003. године. Са њим има две кћерке Сатјану Мари (2009) и Киву Џејн (2012).